# Metilglioksal reduktaza (NADPH-zavisna)
Metilglioksal reduktaza (-zavisna) (EC 1.1.1.283, laktaldehidna dehidrogenaza (NADP+), Gre2) je enzim sa sistematskim imenom laktaldehid:NADP+ oksidoreduktaza. Ovaj enzim katalizuje sledeću hemijsku reakciju
laktaldehid + NADP+ {\displaystyle \rightleftharpoons } metilglioksal + NADPH + H+
Enzim iz kvasca Saccharomyces cerevisiae katalizuje konverziju metilglioksala u laktaldehid. Reverszna reakcija nije primećena. On se razlikuje u pogledu koenzimskih zahteva od EC 1.1.1.78, metilglioksalne reduktaze (NADH-zavisne), koja je prisutna kod sisara. On takođe delujena  fenilglioksal i glioksal.

## Literatura
- Nicholas C. Price; Lewis Stevens (1999). Fundamentals of Enzymology: The Cell and Molecular Biology of Catalytic Proteins (Third изд.). USA: Oxford University Press. ISBN 019850229X.
- Eric J. Toone (2006). Advances in Enzymology and Related Areas of Molecular Biology, Protein Evolution (Volume 75 изд.). Wiley-Interscience. ISBN 0471205036.
- Branden C; Tooze J. Introduction to Protein Structure. New York, NY: Garland Publishing. ISBN 0-8153-2305-0.
- Irwin H. Segel. Enzyme Kinetics: Behavior and Analysis of Rapid Equilibrium and Steady-State Enzyme Systems (Book 44 изд.). Wiley Classics Library. ISBN 0471303097.
- William P. Jencks (1987). Catalysis in Chemistry and Enzymology. Dover Publications. ISBN 0486654605.

## Spoljašnje veze
- Methylglyoxal+reductase+(NADPH-dependent) на 